# Autignac
Autignac (okzitanisch: Autinhac) ist eine französische Gemeinde mit 962 Einwohnern (Stand: 1. Januar 2022) im Département Hérault in der Region Okzitanien. Sie gehört zum Arrondissement Béziers und zum Kanton Cazouls-lès-Béziers. Die Einwohner werden Autignacois genannt.

## Geographie
Die Gemeinde Autignac liegt etwa 17 Kilometer nordnordwestlich von Béziers. Umgeben wird Autignac von den Nachbargemeinden Cabrerolles im Nordwesten und Norden, Laurens im Norden und Osten,  Magalas im Südosten, Saint-Geniès-de-Fontedit im Süden sowie Murviel-lès-Béziers im Südwesten und Westen.

## Bevölkerungsentwicklung
| Jahr                       | 1962 | 1968 | 1975 | 1982 | 1990 | 1999 | 2006 | 2012 | 2020 |
| Einwohner                  | 1016 | 1005 | 910  | 948  | 698  | 729  | 789  | 875  | 922  |
| Quellen: Cassini und INSEE |      |      |      |      |      |      |      |      |      |

## Sehenswürdigkeiten

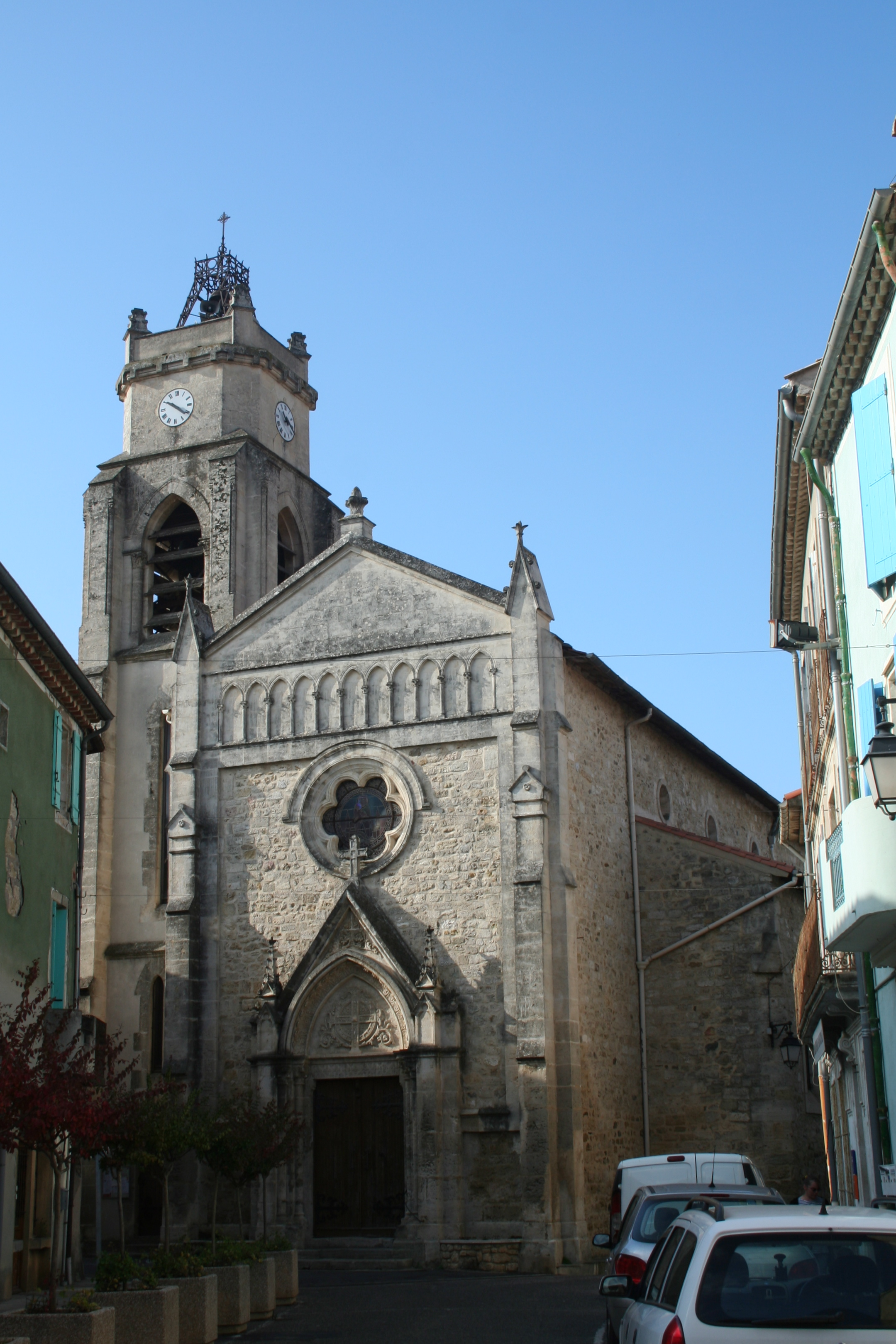
Kirche Saint-Martin
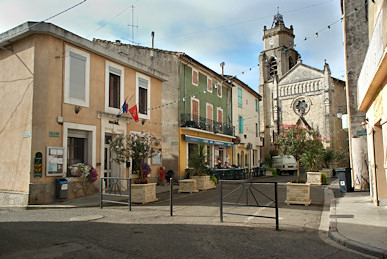
Rathaus (mairie)

- Kirche Saint-Martin
- Rathaus (mairie)